# Pariserskolen
Pariserskolen (fr. École de Paris) er en betegnelse der bruges om grupperinger af kunstnere aktive i Paris i forskellige perioder, især i 1900-tallet.
Nogle af Middelalderens illuminerede manuskripter blev også fremstillet i et miljø betegnet som "École de Paris".

## Galleri
| - Nogle repræsentanter for 'Pariserskolen' - Robert Delaunay: Samtidige kontraster: Sol og måne Simultaneous Contrasts: Sun and Moon, 1912-13, Museum of Modern Art - Moïse Kisling: Nøgen kvinde på en sort sofa Nu sur un divan noir, 1913 - Marc Chagall: Selvportræt, 1914. - Amedeo Modigliani: Portræt af Chaïm Soutine, 1916 - Amedeo Modigliani: Portræt af Paul Guillaume, 1915/16 - Amedeo Modigliani: Jacques og Berthe Lipchitz(en), 1916 - Chaïm Soutine: Landskab ved Céret, ca. 1920 - Abraham Mintchine: Harlekin Portrait of the artist as a Harlequin, Tate |